# Clypicterus oseryi
Clypicterus oseryi là một loài chim trong họ Icteridae.